# Cerdone di Alessandria
Cerdone, (Kedron) (I secolo – 109), fu il quarto vescovo di Alessandria d'Egitto.
Fu pastore della diocesi dal 98 fino alla sua morte, avvenuta nel 109.